# Muara Tiku
Muara Tiku is een bestuurslaag in het regentschap Musi Rawas van de provincie Zuid-Sumatra, Indonesië. Muara Tiku telt 2218 inwoners (volkstelling 2010).